# Đánh vu hồi
Đánh vu hồi, hay thao tác Đánh vòng là một chiến thuật quân sự tấn công đối phương theo hướng. Chiến thuật này sử dụng một cánh quân thứ hai tách ra từ lực lượng chính, tổ chức đánh vòng sang bên sườn hoặc phía sau lưng quân địch. Lực lượng chính sẽ không giao chiến mà là cánh quân đánh vòng. Trong nhiều trường hợp, đạo quân không cần phân tách, mà toàn bộ quân sẽ cùng di chuyển. Việc bất ngờ chuyển quân đánh theo một hướng khác sẽ tạo lợi thế chiến đấu trong trận đánh, khiến quân địch không kịp trở tay.
Đánh vu hồi cũng xảy ra ở cấp độ chiến lược, như trường hợp quân Mông Cổ mượn đường Đại Việt để đánh vòng Nam Tống.

## Danh sách trận chiến vu hồi
Một số trận chiến trong lịch sử đã sử dụng chiến thuật đánh vòng:
- Trận Dự Chương, năm 509 TCN.
- Trận Bách Cử, năm 506 TCN.
- Trận hồ Trasimene, năm 217 TCN.
- Trận Ulm, năm 1805.
- Chiến dịch Bán đảo, năm 1862.
- Cuộc tiến quân ra biển của Sherman, năm 1864.